# 反田恭平 Growing Sonority
『反田恭平 Growing Sonority』（そりた きょうへい グローウィング・ソノリティー）は、MBSラジオで、2021年4月5日から2024年3月25日まで月曜日（時間は後述）に放送されていた音楽・トークの番組である。

## 概要
世界的な若手ピアニストである反田が、自らのピアノの演奏を交えながら、毎月月替わり（4 - 5週連続出演）で迎えるゲストとのトークを展開する。radiko、Spotify、YouTubeでも配信。

## 放送日時
- 2021年4月5日 - 9月27日、18:45-19:00
- 2021年10月4日 - 2024年3月25日、18:00-18:30
月曜日のスポーツ情報番組が終了したことに伴う時間枠の前倒し、かつ枠拡大。
月曜日にMBSベースボールパークが放送される場合は、野球放送終了後（2021年4 - 9月は15分後、10月以後は野球終了直後）に放送される（中止時は通常放送）。

| 放送日     | マンスリーゲスト                                                   |
| ---------- | ------------------------------------------------------------------ |
| 2021年 4月 | 庄司夏子（フレンチレストラン経営、パティシエ）                     |
| 5月        | 武井壮（タレント、日本フェンシング協会会長）                       |
| 6月        | MB（実業家）                                                       |
| 7月        | 大杉隼平（写真家）                                                 |
| 8月        | 武田双雲（書道家）                                                 |
| 9月        | 秋元才加（俳優、元AKB48メンバー）                                  |
| 10月       | 角野隼斗（ピアニスト、YouTuber）                                   |
| 11月       | 島方瞭（ヴァイオリニスト） 水野優也（チェリスト） 斉藤壮馬（声優） |